# Nyan Cat
Nyan Cat é um vídeo viral postado no YouTube em abril de 2011 que acabou por se tornar um meme de Internet. O vídeo uniu a canção pop japonesa Nyanyan! com um desenho animado de um gato cinza feito em pixel art voando no espaço em loop. O vídeo é classificado entre os cinco mais vistos do YouTube de 2011.

## Origem
A animação original foi feita por Chris Torres (PRguitarman) em 2 de abril de 2011. Ele então a enviou para o site LOL-Comics, pretendendo que ela fosse "engraçada". O usuário do YouTube "saraj00n" combinou a animação com a versão da música "Nyanyanyanyanyanyanya!" enviada pelo usuário Momo Momo  "もももも" do site Nico Nico Douga, e isso foi enviado para o YouTube no dia 5 de abril de 2011.

## Popularidade
O vídeo se tornou tão popular que em 16 de junho de 2011, em vez da barra do tempo normal, o vídeo original no YouTube mostrava uma miniatura do Nyan Cat. Um print screen foi enviado ao Reddit no mesmo dia.
No dia 27 de junho do mesmo ano, o vídeo foi removido depois de uma reclamação de copyright supostamente vinda de Prguitarman, que é detentor dos direitos autorais do .gif. Após, descobriu-se que ele não tinha sido o autor da reclamação, e o vídeo foi reinstaurado.

## Jogos
Vários jogos foram criados para dispositivos como o iPhone 
e os dispositivos com Android.
Diversos jogos criados por fãs surgiram, Um dos primeiros foi Nyan Cat: Reloaded (antes chamado Nyan Cat Game) de MeisterMariues, Criado em 20 de abril de 2011. Após surgiram outros jogos, como Lost in Space por mylostgames.